# Juan Eduardo Jaramillo
Juan Eduardo Jaramillo Noguera (Buga, Valle del Cauca, 15 de febrero de 1962) es un periodista, presentador de noticias y catedrático colombiano. Conocido por ser la imagen principal del informativo Noticias RCN.

## Biografía
Juan Eduardo Jaramillo nació un jueves en el municipio de Buga. Es el mayor de cuatro hermanos y sus padres son Socorro Noguera y el médico Darío Jaramillo. Sus estudios escolares los realizó en el Liceo Cervantes de Bogotá, donde se destacó como buen estudiante. Estudió Comunicación social y Periodismo en la Universidad de la Sabana, donde además se destacó como docente.

## Carrera profesional
Inició su carrera periodística, como editor del periódico El Siglo, luego fungió como reportero político del Noticiero Nacional y director y presentador del Noticiero 24 Horas. A Noticias RCN, llegó en 1998, año de fundación del informativo. Era el presentador titular del noticiero de la mañana y del mediodía junto a María Andrea Vernaza, luego con Adriana Vargas. Fue director de emisión de las noticias de la mañana y presentó el programa 7 en 30. Luego de la salida de Claudia Gurisatti de Noticias RCN, pasó a tomar su lugar en la emisión central de dicho informativo, junto a Vicky Dávila. El 31 de diciembre de 2024 se retiró del noticiero tras de 26 años al frente del canal.

## Vida personal
El periodista según la prensa especializada, es considerado como uno de los periodistas de mayor credibilidad en el país, a su vez ha sido galardonado y nominado como el mejor presentador de noticias del país, en diferentes premios nacionales.
Es seguidor del Deportivo Cali.

### Familia
Juan Eduardo se casó con Natalia Ortega Tobar en 1992, se conocieron en la Universidad de la Sabana, donde ambos estudiaban y Natalia era monitora de la materia de Radio de la facultad. La pareja tiene tres hijos, Mateo, María y Martín.
Su esposa es nieta de Javier Tobar Tobar, quien era hijo a su vez del exalcalde de Bogotá, Javier Tobar Ahumada, miembro del Partido Conservador Colombiano. Tobar y su esposa eran primos y primos lejanos a su vez del expresidente Miguel Antonio Caro Tobar, quien era nieto de una de las tía abuelas de Javier, las afamadas hermanas Ibáñez de Ocaña.
La prole Tovar se extiende también por Venezuela, donde el apellido es más conocido y entre cuyos descendientes está María Corina Machado, sobrina bisnieta de Ricardo Zuloaga Tovar y sobrina tataranieta de Martín Tovar y Tovar.

## Premios y nominaciones
| Año  | Premiación                    | Trabajo nominado | Categoría                     | Resultado | Ref.   |
| ---- | ----------------------------- | ---------------- | ----------------------------- | --------- | ------ |
| 2007 | XVI Premios TVyNovelas        | Noticias RCN     | Mejor presentador de noticias | Nominado  | —      |
| 2008 | XXIV Premios India Catalina   | Noticias RCN     | Mejor presentador de noticias | Nominado  | [ 14 ] |
| 2009 | XXV Premios India Catalina    | Noticias RCN     | Mejor presentador de noticias | Nominado  | [ 15 ] |
| 2009 | XVIII Premios TVyNovelas      | Noticias RCN     | Mejor presentador de noticias | Ganador   | [ 16 ] |
| 2010 | XIX Premios TVyNovelas        | Noticias RCN     | Mejor presentador de noticias | Nominado  | [ 17 ] |
| 2011 | XX Premios TVyNovelas         | Noticias RCN     | Mejor presentador de noticias | Nominado  | [ 18 ] |
| 2012 | XXVIII Premios India Catalina | Noticias RCN     | Mejor presentador de noticias | Nominado  | [ 19 ] |
| 2012 | XXI Premios TVyNovelas        | Noticias RCN     | Mejor presentador de noticias | Nominado  | [ 20 ] |
| 2015 | XXIV Premios TVyNovelas       | Noticias RCN     | Mejor presentador de noticias | Nominado  | [ 21 ] |